# Uvaria commersoniana
Uvaria commersoniana är en kirimojaväxtart som beskrevs av Henri Ernest Baillon. Uvaria commersoniana ingår i släktet Uvaria och familjen kirimojaväxter. Inga underarter finns listade i Catalogue of Life.